# LEDA 6775357
LEDA 6775357은 센타우루스자리 방향에 위치한 타원 은하로 은하계 외부 천체 데이터베이스인 NED에 등재되어 있다.